# ديفيلز إلبو (ميزوري)
ديفيلز إلبو (بالإنجليزية: Devils Elbow)‏ هي إحدى المجتمعات الفردية (غير مصنفة) في ولاية ميزوري في الولايات المتحدة الأمريكية.